# 容偉業
容偉業（1983年—），香港社運人士，祖籍廣東省東莞，外號「美國隊長」，常以美國隊長的打扮參加社運，在青衣長青邨長大，患有自閉症。

## 經歷
容偉業1歲時遭生母遺棄，由現年93歲的祖母撫養長大，學歷為完成特殊學校中三課程，曾當過救生員，速遞員，保安員。容偉業熱愛游泳運動，曾代表過香港參加在悉尼舉辦的2000年夏季残奥会游泳項目，亦曾是香港傷殘人士50米蝶泳紀錄保持者。
容偉業曾參與2016年旺角衝突而被指控襲警、煽惑非法集結、非法集結及四項暴動罪，最終兩項暴動罪及襲警罪名成立，其餘兩項暴動罪及煽惑非法集結罪名不成立，而煽惑非法集結未達有效裁決。
2019年4月4日，容偉業的律師郭憬憲為容偉業求請，呈上包括容偉業胞弟、劉小麗（小麗老師）、陳日君樞機在內的125人為他寫的求情信，內容指容偉業患有自閉症，同時是一個單純、善良的青年人，希望法官不要判他入獄，並考慮判他感化，而郭憬憲在念出求情信時更不時哽咽。
2019年5月9日，容偉業被判入獄三年，在2021年3月17日刑滿出獄。
2023年10月1日十一國慶日，容偉業在銅鑼灣崇光百貨門外「獻花」被多名便衣警員按地制服後被捕，涉嫌「在公眾地方行為不檢」及「阻礙警務人員執行職務」。

## 外部連結
- 01新聞-貼文. 01新聞於Facebook. 2019-04-04
- YouTube上的人生在線 容偉業
- 容偉業呈125封求情信 祖母恐永別（页面存档备份，存于）
- 【暴動罪審訊】代表大狀求情-容偉業患自閉-誤當「隊長」稱號屬讚美（页面存档备份，存于）
- 隊長的單純與真誠 — 初二暴動案容偉業求情信（页面存档备份，存于）
- 我認識的美國隊長-初二暴動案容偉業求情信（页面存档备份，存于）
- 一張相註定了容偉業的命運（页面存档备份，存于）